# 万勒瑟站
万勒瑟站（丹麥語：Vanløse Station）是哥本哈根市郊铁路与哥本哈根地铁的共构车站，位于丹麦首都哥本哈根的万勒瑟区。地面层是哥本哈根地铁1号线、2号线的终点站。高架层是哥本哈根市郊铁路车站。
地面层的哥本哈根地铁车站部分在1934年—2002年间曾供哥本哈根市郊铁路使用。2003年10月12日，哥本哈根地铁1号线、2号线终点改至万勒瑟站，并沿用至今。

## 照片集

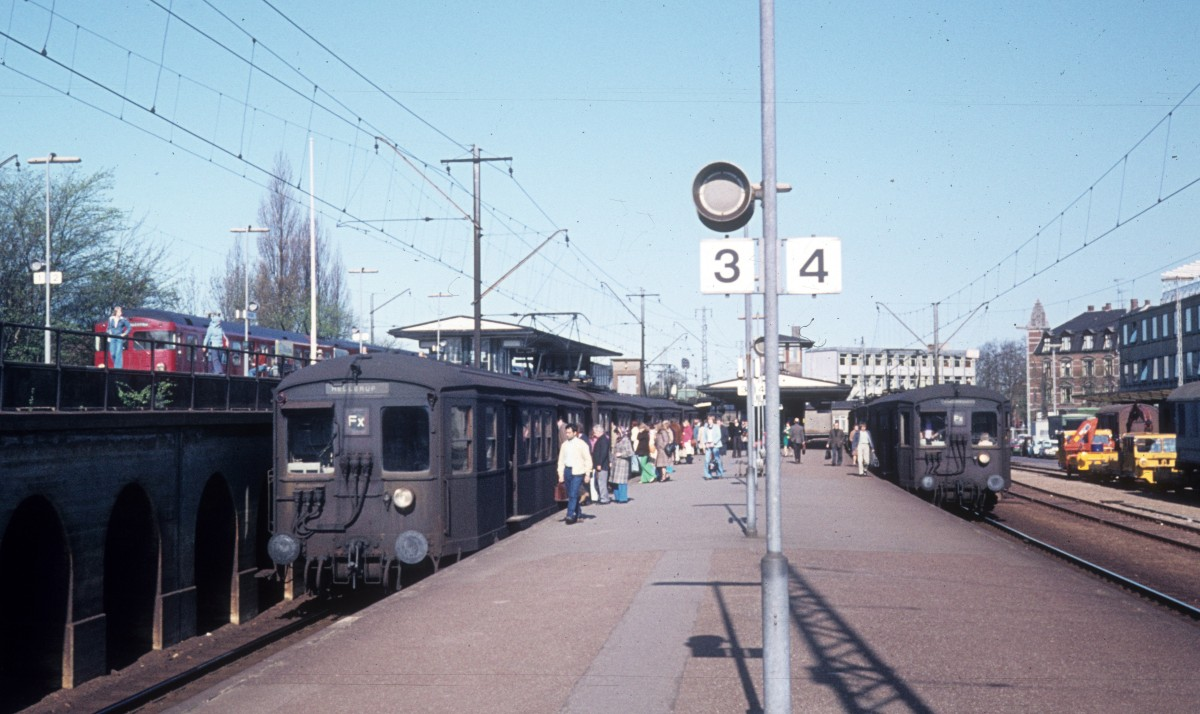
今天的哥本哈根地铁站台曾是哥本哈根市郊铁路站台
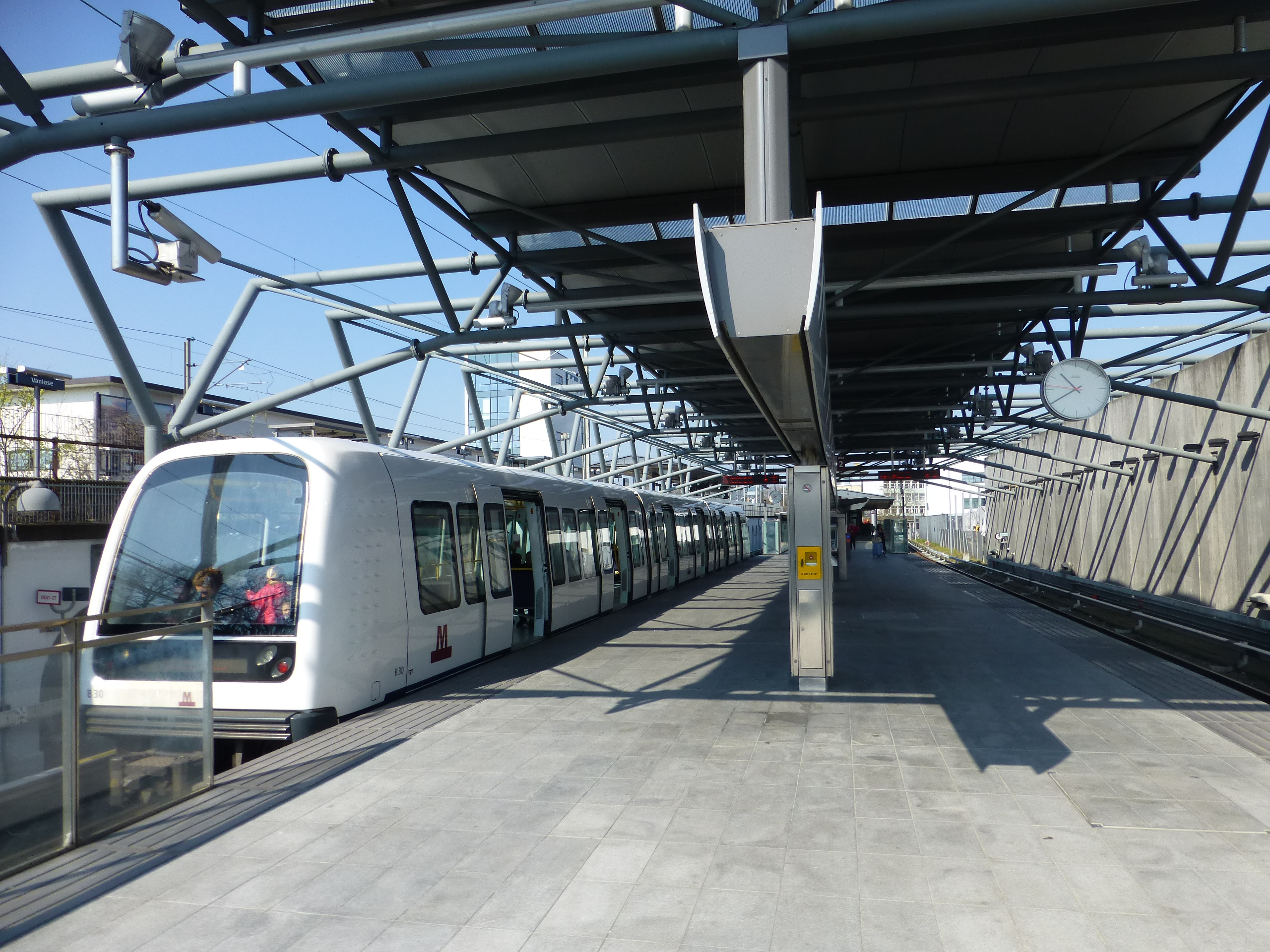
地铁站台部分
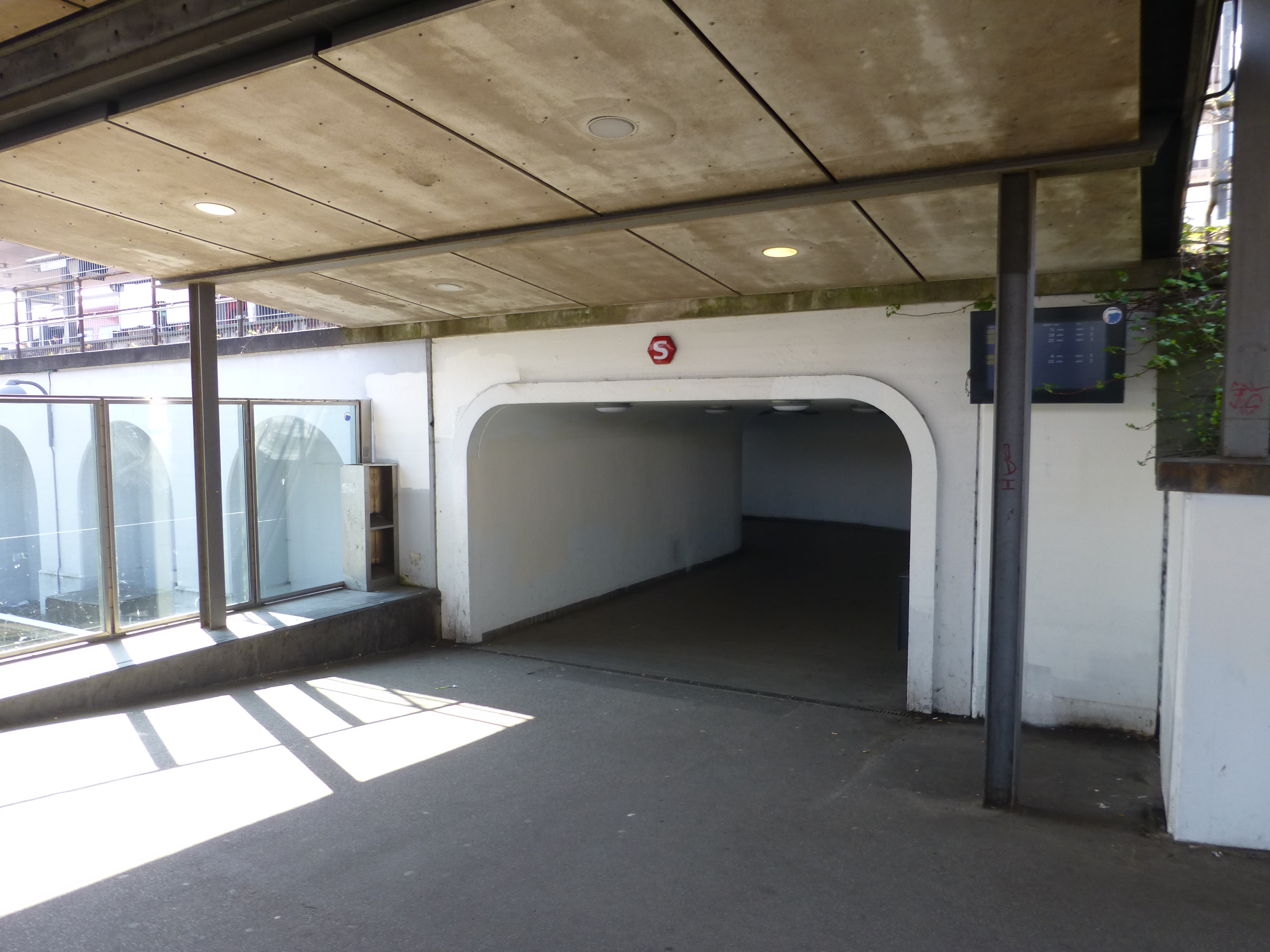
哥本哈根地铁与哥本哈根市郊铁路间的换乘通道
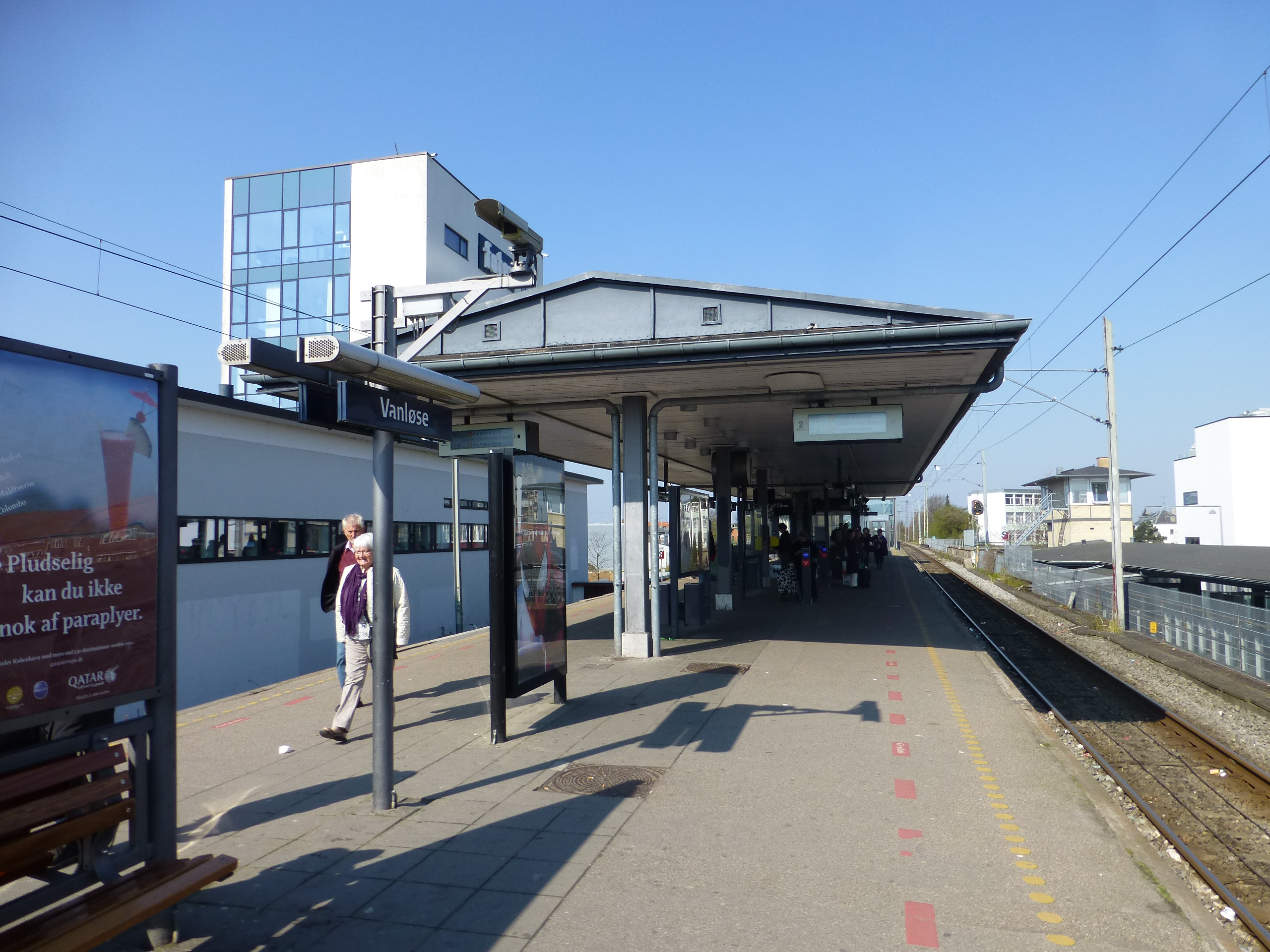
哥本哈根市郊铁路站台部分
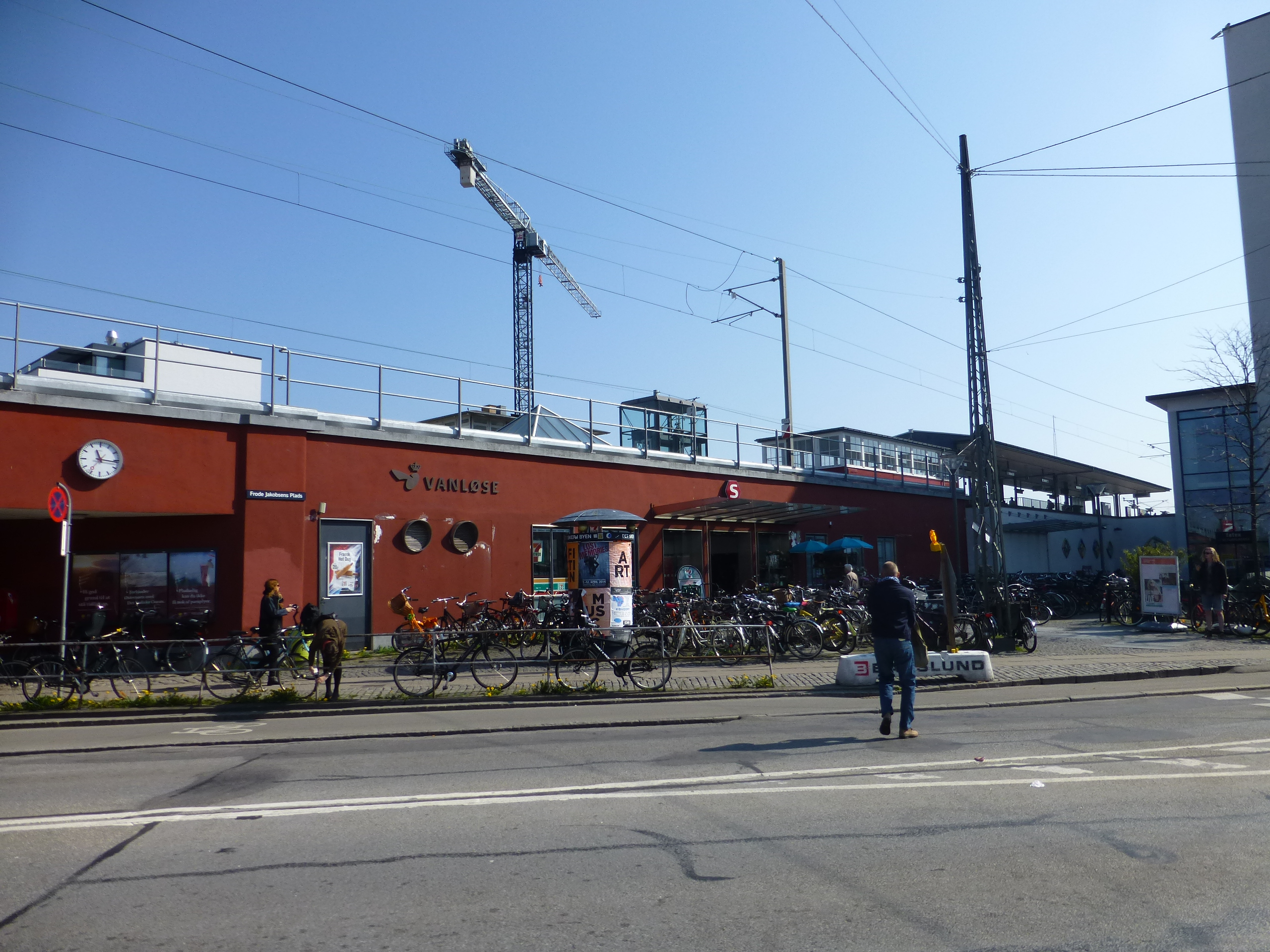
面向铁路街的一侧
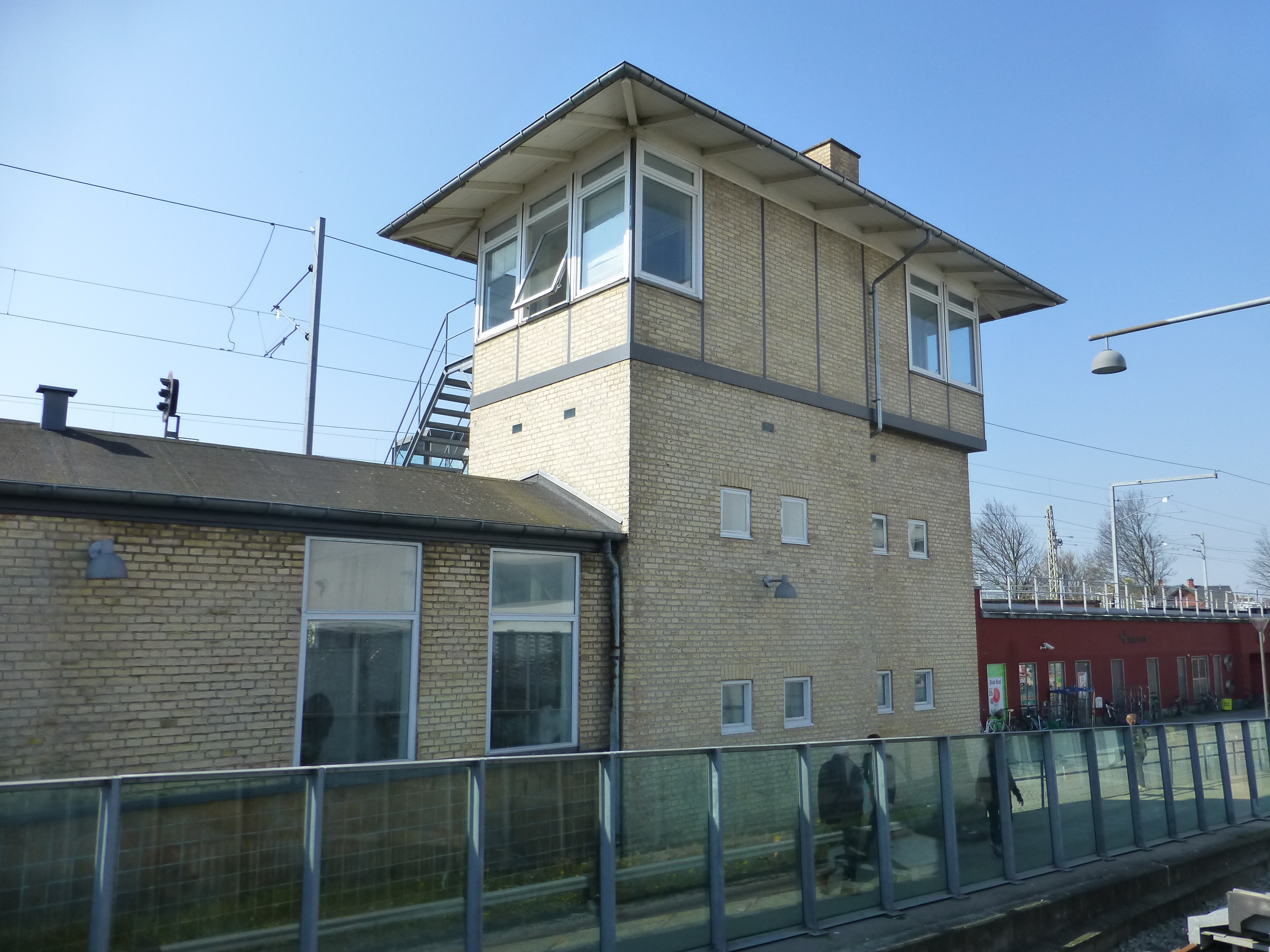
车站老办公楼

## 外部連結
- 哥本哈根地铁官网对万勒瑟站的介绍（丹麥語）
- 丹麦国家铁路官网对万勒瑟站的介绍（页面存档备份，存于）（丹麥語）